# Arado Ar 67
O Arado Ar 67 foi um caça biplano produzido pela Arado para suceder ao Ar 65. Foi desenvolvido em 1933 ao mesmo tempo que o Arado Ar 68. O Ar 67 era consideravelmente mais pequeno e mais leve que o Ar 65. Depois do desenvolvimento acabar e ambas as aeronaves serem testadas, chegou-se ao resultado de que o Ar 68 tinha uma melhor performance, o que fez com que os trabalhos no Ar 67 fossem parados.